# Nyomodban a halál
A Nyomodban a halál (eredeti cím: Hunt to Kill) 2010-ben bemutatott kanadai akciófilm, melynek rendezője Keoni Waxman, forgatókönyvírója 	Frank Hannah. A főszerepben Stone Cold Steve Austin, Gary Daniels és Eric Roberts.
A film 2010. november 9-én jelent meg.

## Cselekmény
Jim Rhodes, az amerikai határőrség ügynöke, a meggyilkolt társa elvesztését gyászolja, miközben lázongó lányát próbálja felnevelni a montanai hegyekben. Amikor egy csapat fegyveres szökevény túszul ejti Rhodes-t és lányát, a zord vadonban elindul a mindent elsöprő bosszúállás.

## Szereplők
| Szerep            | Színész                 | Magyar hang         |
| ----------------- | ----------------------- | ------------------- |
| Jim Rhodes ügynök | Stone Cold Steve Austin | Törköly Levente     |
| Kim Rhodes        | Marie Avgeropoulos      | Roatis Andrea       |
| Banks             | Gil Bellows             | Haás Vander Péter   |
| Jensen            | Gary Daniels            | Czvetkó Sándor      |
| Geary             | Michael Eklund          | Karácsonyi Zoltán   |
| Lee Davis ügynök  | Eric Roberts            | Kőszegi Ákos        |
| Lawson            | Michael Hogan           | Kajtár Róbert       |
| Crab              | Adrian Holmes           | Barabás Kiss Zoltán |
| Dominika          | Emilie Ullerup          | Solecki Janka       |

## A film készítése
A Nyomodban a halál 2010 novemberében forgatták a kanadai Vancouverben (Brit Columbia). A filmben újra találkoztak Stone Cold Steve Austin, Gary Daniels és Eric Roberts színészek, akik a 2010-es The Expendables – A feláldozhatók című akciófilmben negatív szerepeket játszottak. A filmet gyártó Nasser Group a Beépített múlt című Steve Austin-film gyártócége is volt. A film a megjelenés első hónapjában 167 000 darab DVD-n kelt el, ami az év egyik legsikeresebb Direct-to-video filmje lett.

## Fordítás
- Ez a szócikk részben vagy egészben  a   Hunt to Kill című angol Wikipédia-szócikk fordításán alapul.  Az eredeti cikk szerkesztőit annak laptörténete sorolja fel. Ez a jelzés csupán a megfogalmazás eredetét és a szerzői jogokat jelzi, nem szolgál a cikkben szereplő információk forrásmegjelöléseként.